# Auvernaux
Auvernaux este o comună franceză situată în departamentul Essonne, în regiunea Île-de-France.

## Geografie

### Localizare
Auvernaux este situat la 38 de kilometri sud-est de Catedrala Notre-Dame din Paris, punctul zero al drumurilor din Franța, 12 kilometri sud-est de Évry, 9 kilometri sud-est de Corbeil-Essonnes, 12 kilometri nord-est de La Ferté-Alais, 14 kilometri nord-est de Milly-la-Forêt, 19 kilometri sud-est de Arpajon, 21 kilometri sud-est de Montlhéry, 27 kilometri nord-est de Étampes, 28 kilometri sud-est de Palaiseau, 35 kilometri est de Dourdan.

### Relief și geologie
Cel mai jos punct al comunei este situat la șaptezeci și doi de metri altitudine, iar cel mai înalt punct la nouăzeci și doi de metri.

### Comune limitrofe
|            | Le Coudray-Montceaux |                                           |
| Chevannes  |                      | Saint-Fargeau-Ponthierry (Seine-et-Marne) |
| Champcueil | Nainville-les-Roches |                                           |

### Climă
În 2010, clima comunei este de tipul climatului oceanic degradat al câmpiilor din Centru și Nord, conform unui studiu al Centrului Național de Cercetare Științifică (CNRS) pe baza unui set de date care acoperă perioada 1971-2000 bazat pe o serie de date din perioada 1971-2000. În 2020, Météo-France a publicat o tipologie a climatului pentru Franța metropolitană, în care comuna este expusă unui climat oceanic și se află în regiunea climatică Sud-vest a bazinului Parisian, caracterizată printr-o ploaie redusă, în special primăvara (120-150 mm) și o iarnă rece (3,5 °C).
Pentru perioada 1971-2000, temperatura anuală medie este de 11,3 °C, cu o amplitudine termică anuală de 15,5 °C. Cumulul anual mediu de precipitații este de 667 mm, cu 10,5 zile de precipitații în ianuarie și 7,6 zile în iulie. Pentru perioada 1991-2020, temperatura medie anuală observată la stația meteorologică Météo-France cea mai apropiată, situată în comuna Nainville-les-Roches la 2 km distanță, este de 11,5 °C, iar cumulul anual mediu de precipitații este de 702,3 mm.
Parametrii climatici ai comunei au fost estimați pentru mijlocul secolului (2041-2070) conform diferitelor scenarii de emisie de gaze cu efect de seră, bazate pe noile proiecții climatice de referință DRIAS-2020. Aceștia pot fi consultați pe un site dedicat publicat de Météo-France în noiembrie 2022.

## Urbanism

### Tipologie
La 1 ianuarie 2024, Auvernaux este clasificată drept comună rurală cu habitat dispersat, conform noii grile comunale de densitate cu șapte niveluri definită de INSEE (Institutul Național de Statistică și Studii Economice) în 2022. Comuna este situată în afara unei unități urbanei. În plus, comuna face parte din aria metropolitană a Parisului, fiind una dintre comunele de la periferie, această zonă reunind 1.929 de comune.

## Toponimie
Locul este menționat în 1171 sub numele de Auverniacum într-o donație a canoanelor abației Saint-Victor din Paris către Ordinul Templierilor, dar și Auverniaus, Auverneau și Auvergneaux într-un dicționar datând din 1874.
Potrivit lui Albert Dauzat și Charles Rostaing, acest toponim provine din galicul Arvernus, poreclă de bărbat (etnic); sau din cele două cuvinte are (în fața) și vern- (arin).
Comuna a fost creată în 1793 cu numele ortografiat ca astăzi.

## Istorie
Fostă posesie a templierilor, Auvernaux depindea de ducatul Villeroy.

## Populația și societatea

### Date demografice
Evoluția numărului de locuitori este cunoscută prin recensămintele populației efectuate în comună începând din 1793. Pentru comunele cu mai puțin de 10 000 de locuitori, un recensământ al întregii populații este realizat la fiecare cinci ani, populațiile legale pentru anii intermediari fiind estimate prin interpolare sau extrapolare.
În 2022, comuna număra 330 locuitori, în scădere cu -0,9 % față de 2016 (Essonne: +2,89 %, Franța fără Mayotte: +2,11 %).
| An        | 1793 | 1821 | 1841 | 1851 | 1876 | 1886 | 1901 | 1921 | 1936 | 1962 | 1982 | 2006 | 2014 | 2022 |
| --------- | ---- | ---- | ---- | ---- | ---- | ---- | ---- | ---- | ---- | ---- | ---- | ---- | ---- | ---- |
| Populație | 150  | 138  | 141  | 175  | 195  | 185  | 176  | 161  | 141  | 209  | 259  | 310  | 350  | 330  |